# 祖母岳
祖母岳（ばあだけ）は、富山県富山市、中部山岳国立公園内の飛騨山脈雲ノ平にある山。山というより小高い丘である。雲ノ平山荘から植物保護のため木道を用いた登山道が整備され、山頂にはベンチが設置されている。一帯はアルプス庭園と呼ばれていて、森林限界のハイマツ帯で多くの高山植物が見られる。
雲ノ平には祖父岳（じいだけ）という山もある。

## 登山

### 登山ルート
飛騨山脈の最深部に位置し、各方面からの多数の登山ルートがある。折立からのルートが最短ルートである。
- 折立より：　折立 - 太郎平小屋  - 薬師沢小屋 - アラスカ庭園 - 雲ノ平山荘 - 祖母岳　（薬師沢小屋から黒部川沿いを下り高天原峠を経由する大東新道もある。）

### 周辺の山小屋
山頂から西南西約400mび位置（雲ノ平ほぼ中央の高台）に、 1961年（昭和36年）に伊藤正一が建設した雲ノ平山荘（収容70人）がある。その700m程東方に、キャンプ指定地（約テント50張り、給水施設あり）がある。
周辺には以下の山小屋がある。
| 名称       | 所在地                       | 標高 （m） | 収容 人数 | キャンプ 指定地 | 備考                     |
| ---------- | ---------------------------- | ---------- | --------- | --------------- | ------------------------ |
| 雲ノ平山荘 | 雲ノ平・ギリシャ庭園         | 2,550      | 70人      | 50張            | 山頂から西南西約400m     |
| 三俣山荘   | 鷲羽岳と三俣蓮華岳との鞍部   | 2,550      | 70人      | 70張            | 裏銀座                   |
| 水晶小屋   | 裏銀座縦走路の水晶岳への分岐 | 2,900      | 30人      | なし            | 赤岳山頂直下の北側       |
| 薬師沢小屋 | 黒部川本流の薬師沢出合       | 1,940      | 60人      | なし            | 黒部川に吊橋がある       |
| 高天原山荘 | 高天原・岩苔小谷右岸         | 2,285      | 50人      | なし            | 北側に高天原温泉がある。 |

## 周辺の山

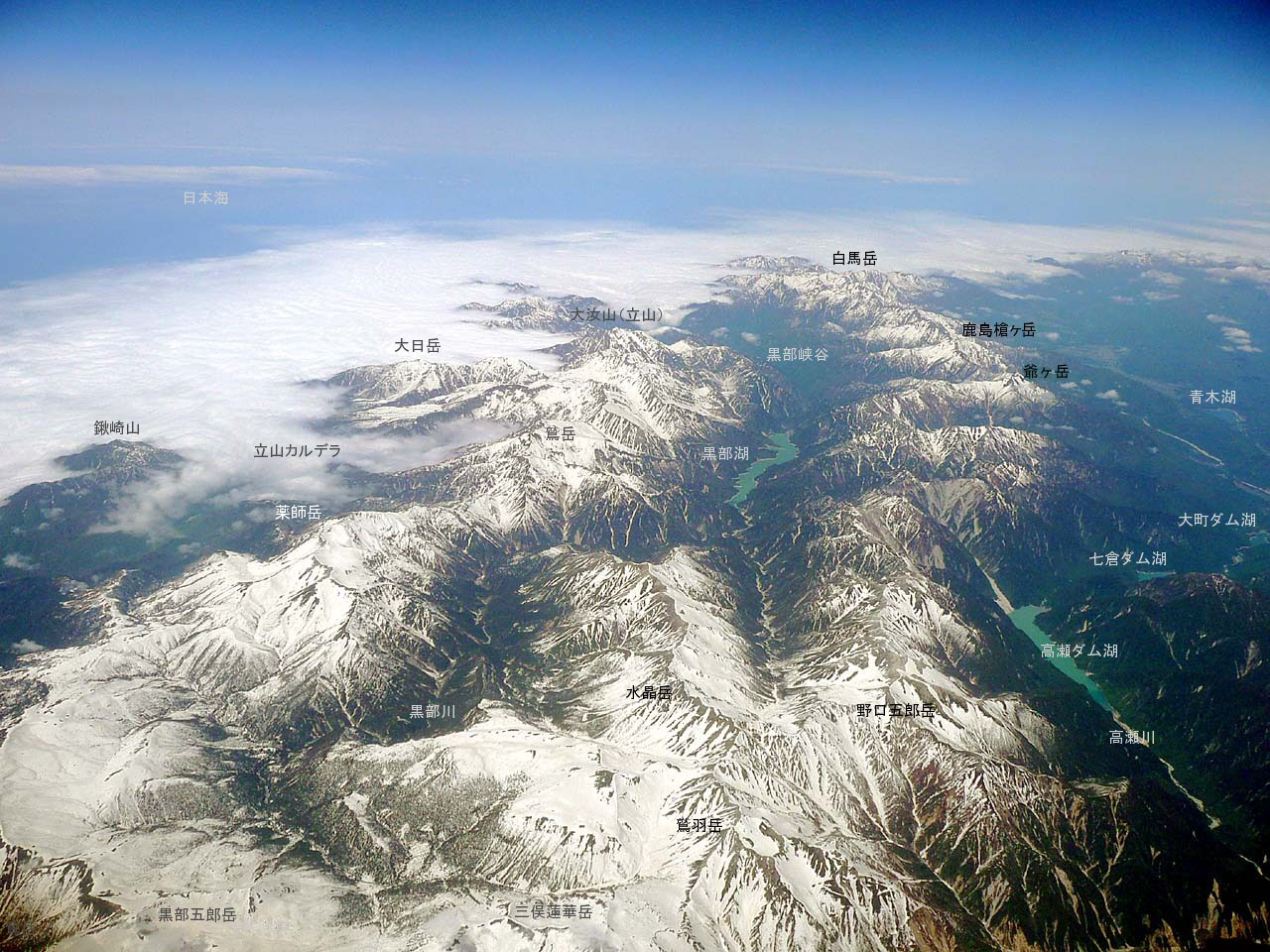
黒部川源流部と周辺の山々

| 山容 | 名称       | 標高 （m） | 三角点 等級      | 祖母岳との 距離（km） | 備考                                    |
| ---- | ---------- | ---------- | ---------------- | --------------------- | --------------------------------------- |
|      | 薬師岳     | 2,926.01   | 二等             | 6.0                   | 日本百名山                              |
|      | 水晶岳     | 2,986      | （三等） 2977.70 | 2.9                   | 別名は黒岳 日本百名山                   |
|      | 祖母岳     | 約2,560    |                  | 0                     | 雲ノ平・アルプス庭園                    |
|      | 祖父岳     | 2,825      |                  | 1.9                   | 雲ノ平                                  |
|      | 鷲羽岳     | 2,924.19   | 三等             | 3.5                   | 鷲羽池 日本百名山                       |
|      | 三俣蓮華岳 | 2,841.23   | 三等             | 3.6                   | 三県境（富山・岐阜・長野） 日本三百名山 |
|      | 黒部五郎岳 | 2,839.58   | 三等             | 4.1                   | 別名は中ノ俣岳 日本百名山               |